# 봉현서부초등학교
봉현서부초등학교는 대한민국 경상북도 영주시 봉현면 두산리에 있었던 공립 초등학교이다.

## 연혁
- 1948년 4월 1일 봉현국민학교 두산분교로 개교
- 1953년 4월 1일 봉현서부국민학교로 승격
- 1996년 3월 1일 봉현서부초등학교로 명칭 변경
- 2012년 3월 1일 폐교